# Бенедикт III
Бенедикт III (на латински: Benedictus PP. III) е римски папа от 29 септември 855 г. до 17 април 858 г.  Негов опонент е антипапа Анастасий.
Малко е известно за живота на Бенедикт III преди понтификата. Живял и учил в Рим.
След смъртта на Лотар I папа Бенедикт III активно се намесва в конфликта между синовете му – бъдещият Лотар II, Лудвиг II и Карл.
По време на неговия понтификат кралят на Уесекс Етелвулф и синът му, бъдещият Алфред Велики, посещават Рим.
Легендарната (и вероятно недействителна личност) папеса Йоана според хрониката на Мартин Опавски е заемала папския престол между управлението на Лъв IV и Бенедикт III.